# Ercheia mahogonica
Ercheia mahogonica är en fjärilsart som beskrevs av Saalmüller 1891. Ercheia mahogonica ingår i släktet Ercheia och familjen nattflyn. Inga underarter finns listade i Catalogue of Life.